# پذیرنده (نیم‌رسانا)

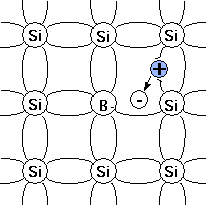
اتم بور به شکل یک پذیرنده در شبکه دو بعدی ساده سیلیکون عمل می کند.

پذیرنده (به انگلیسی: Acceptor) به اتمی گفته می‌شود که اگر به عنوان ناخالصی به نیمه‌رسانا افزوده شود، نیمه‌رسانای مثبت درست می‌کند.
برای نمونه، اگر به نیمه‌رسانای سیلیسیمی (سیلیسیم در گروه چهار جدول تناوبیست)، ناخالصی از گروه سوم مانند بور، آلومینیوم، ایندیوم یا گالیم افزوده شود، این ناخالصی جای سیلیسیم را در ساختار می‌گیرد. از آنجا که 3 الکترون در لایه آخر این ناخالصی‌ها برای ایجاد پیوند باشنده هستند، 3 پیوند با اتم سیلیسیم همسایه می‌دهند. اما چون سیلیسیم 4 الکترون برای پیوند دارد، یک الکترون از اتم سیلیسیمی در همسایگی ناخالصی بسوی آن می‌رود تا به آن افزوده شده و با الکترون چهارم سیلیسیم پیوند بدهد. جدایش این الکترون از اتم همسایه، یک حفره الکترونی که بار مثبت دارد از خود بجا می‌گذارد. از آنجا که بار الکتریکی کل ساختار باید خنثی بماند، دوباره الکترونی از اتمی همسایه در ساختار جدا می‌شود تا حفره را پر کند. اما این کار دوباره حفره‌ای دیگر به وجود می‌آورد. ازینرو می‌توان تصور کرد که حفره‌ها در ساختار در حال حرکتند و چون بار الکتریکی مثبت دارند، حامل بار الکتریکی‌اند.